# 美唄郵便局
美唄郵便局（びばいゆうびんきょく）は北海道美唄市にある郵便局。民営化前の分類では集配普通郵便局であった。

## 概要
住所：〒072-8799 北海道美唄市西3条南2丁目

## 沿革
- 1893年（明治26年）11月1日 - 美唄郵便局（三等）として開設[1]。
- 1894年（明治27年）1月1日 - 為替・貯金取扱を開始。
- 1897年（明治30年）2月21日 - 美唄郵便電信局となる。
- 1903年（明治36年）4月1日 - 通信官署官制の施行に伴い美唄郵便局となる。
- 1972年（昭和47年）11月13日 - 我路郵便局から集配業務を移管[2]。
- 1973年（昭和48年）7月16日 - 我路郵便局および同局盤ノ沢分室の廃止に伴い、取扱事務を承継。
- 1978年（昭和53年）11月6日 - 美唄市西1条南2丁目から、同市美唄に局舎を新築、移転。
- 1979年（昭和54年）8月1日 - 和文電報受付および電話通話業務を開始
- 1998年（平成10年）4月1日 - 美唄大通北簡易郵便局の廃止に伴い、取扱事務を承継。
- 1999年（平成11年） - 外国通貨の両替および旅行小切手の売買に関する業務取扱を開始。
- 2006年（平成18年）9月19日 - 峰延郵便局および茶志内郵便局から集配業務を移管[3]。
- 2007年（平成19年）10月1日 - 民営化に伴い、併設された郵便事業美唄支店に一部業務を移管。
- 2012年（平成24年）10月1日 - 日本郵便株式会社の発足に伴い、郵便事業美唄支店を美唄郵便局に統合。
- 2023年11月1日 - 2014年9月1日より休止していた我路簡易郵便局を廃止とする。

## 取扱内容
- 郵便、印紙、ゆうパック、内容証明
- 貯金、為替、振替、振込、国際送金、外貨両替・トラベラーズチェック、国債、投資信託
- 生命保険、バイク自賠責保険、自動車保険、がん保険、引受条件緩和型医療保険
- ゆうちょ銀行ATM
- 美唄市内の集配業務
- ゆうゆう窓口

## 周辺
- 美唄市役所
- 美唄市郷土史料館
- 空知神社
- 美唄市立図書館
- 美唄市総合体育館
- 美唄病院
- 国道12号

## アクセス
- JR函館本線 美唄駅から西へ約700m（徒歩約8分）
- 美唄市民バス 市役所停留所もしくはコアビバイ停留所下車
- 道央自動車道 美唄ICから西へ約3.5km
- 駐車場あり：5台